# ウェディングピーチ MUSIC BOUQUET 2
『ウェディングピーチ MUSIC BOUQUET 2 』は、テレビアニメ『愛天使伝説ウェディングピーチ』のサウンドトラック。1995年10月13日にスターチャイルドより発売された。

## 概要
前期のBGMを収録されている全22曲のうちは長谷川智樹が制作を担当。9曲ラジオドラマを収録。また、前期主題歌の『夢見る愛天使』と『21世紀のジュリエット』両曲のインストゥルメンタル・ヴァージョンを収録。全32曲。

## 曲目リスト

### BGM
1. 欠けたトライアングル〈ピース〜あふれる光〉
2. 夢見る愛天使（インストゥルメンタル・ヴァージョン2）
3. おはようがいっぱい！
4. アフロディーテ
5. 21世紀のジュリエット（インストゥルメンタル・ヴァージョン1）
6. WPブリッジ・コレクション2〈エモーション〜想いが揺れて〉
7. 悲しみがこぼれそう
8. 過去の合鍵
9. 夢を枯らさないで
10. 胸いっぱいの気持ち
11. WPブリッジ・コレクション3〈アクション〜愛のために〉
12. 21世紀のジュリエット（インストゥルメンタル・ヴァージョン2）
13. 交錯するイリュージョン
14. 闇からの刺客たち
15. 夢見る愛天使（インストゥルメンタル・ヴァージョン3）
16. WPエフェクト・コレクション〈キュート〜いつもの3人〉
17. 気ままなハートビート
18. リトルサスペンス
19. それを恋と呼べなくても
20. こんな日もあるよね
21. WPブリッジ・コレクション4〈ハート〜信じること〉

### オリジナルCDドラマ「ラヴフォーユー」
1. 第1景〜聖花園学園1
2. 第2景〜グラウンド
3. 第3景〜ももこの心象心理
4. 第4景〜聖花園学園2
5. 第5景〜ゆりの心象心理
6. 第6景〜夜汽車の中
7. ラッキー&ハッピー(ショート・ヴァージョン)
8. 第7景〜聖花園学園3
9. 第8景〜ひなぎくの心象心理
10. 第9景〜三人そろって
11. 21世紀のジュリエット（インストゥルメンタル・ヴァージョン3）